# Ricardo Feltre
Ricardo Feltre (São Paulo, 25 de julho de 1928 - São Paulo, 5 de novembro de 2021) foi um autor brasileiro de livros muito populares usados no Ensino Médio, nas disciplinas de química e físico-química.

## Carreira
Fundou a Editora Moderna em 1968, da qual é o presidente de honra. Além de escrever livros de Química, como editor, criticava a excessiva burocracia para o uso legal das imagens. Para ele, a legislação de direito autoral em nada facilita o uso de imagens pelas editoras de livros educativos.[carece de fontes?] Ele dizia que "as leis são confusas e os agentes têm que fazer contratos leoninos, verdadeiras blindagens para se protegerem. (...) excessos de leis e interpretações diferenciadas causam muitos problemas".[carece de fontes?]

## Livros
- Atomística - volume 2 - teoria e exercícios, (Ricardo Feltre e Setsua Yoshinaga) Editora Moderna
- Química - Volume 1 - Química Geral, 4ª Edição, Editora Moderna
- Química - Volume 2 - Físico-química, 4ª Edição, Editora Moderna
- Química - Volume 3 - Química orgânica, 4ª Edição, Editora Moderna
- Fundamentos Da Química - Volume Único, 3ª Edição, Editora Moderna